# Burgauenbach
Der Burgauenbach ist einer der zahlreichen Nebenarme der Weißen Elster in deren anastomosierendem Flusslauf (oft als Binnendelta bezeichnet). Er wurde zwischen 1997 und 1999 im Rahmen einer Renaturierungsmaßnahme künstlich angelegt und fließt ausschließlich auf Leipziger Stadtgebiet.
Der Burgauenbach ist wasserrechtlich ein Gewässer II. Ordnung.

## Name
Seinen Namen hat der Burgauenbach vom Waldstück Burgaue (früher auch Bürgeraue), da seine Hauptfunktion dessen Vernässung ist.

## Gewässerbett
Das Bett des Burgauenbachs besteht größtenteils aus Altarmen und Flutrinnen historischer Gewässer, die untereinander verbunden wurden. Einige Abschnitte mussten nachprofiliert beziehungsweise neu angelegt werden.
Der Burgauenbach ist durchschnittlich ein bis zwei Meter breit und auf der gesamten Länge von zahlreichen Mäandern geprägt, die mit ihren Prall- und Gleithängen das typische dynamische Wechselspiel von Erosion und Sedimentation ermöglichen. In manchen Abschnitten mit geringem Gefälle ist das Bachbett aufgeweitet und der Burgauenbach spaltet sich in mehrere kleine Bäche auf, um sich kurz danach wieder zu vereinigen.

## Verlauf

Leipziger Verwaltungsgliederung und Fließgewässer

Der Burgauenbach zweigt im Leipziger Stadtbezirk Alt-West im Ortsteil Leutzsch oberhalb des Nahlewehres von der Nahle ab. Auf den folgenden drei Kilometern passiert er in drei Dükern zunächst die Kleine Luppe, dann die Eisenbahnstrecke Leipzig–Leutzsch (die kurz darauf folgende Bahnstrecke Wahren–Leutzsch wird im Tunnel gequert) und schließlich die Gustav-Esche-Straße. In diesem Bereich führt eine Abzweigung ca. 0,2 m³ Wasser pro Sekunde zum Bauerngraben ab. An der nahe gelegenen Grenze zur Gemarkung Burgaue im Ortsteil Wahren hat der Burgauenbach fast die Hälfte seines Weges hinter sich.
Nach ca. 3,5 km Fließstrecke leitet eine Trogbrücke den Burgauenbach über den fast zwei Meter niedriger verlaufenden Bauerngraben. Mit ihm vereinigt sich der Burgauenbach nach insgesamt 5,374 km und endet nach gängiger Definition an diesem seit langem bestehenden Gewässer. Nach dem Kriterium der größeren Wasserführung mündet jedoch der Bauerngraben in den Burgauenbach, kurz vor dessen Mündung in die Neue Luppe.

## Renaturierung
Schon in den 1980er Jahren setzten sich ehrenamtliche Naturschützer für eine Wiedervernässung des Leipziger Auenwaldes ein. Dies wurde jedoch erst nach der politischen Wende in den 1990er Jahren durch die Zusammenarbeit von NABU, Amt für Umweltschutz der Stadt Leipzig und Sächsischem Ministerium für Umwelt und Landwirtschaft möglich.
Auf den Nachweis der Machbarkeit folgte die Erstellung der Genehmigungsunterlagen durch die Beller Consult GmbH, die vom Naturschutzbund Deutschland, Landesverband Sachsen e. V. 1996 beauftragt worden war. Nach der Plangenehmigung wurde vom Betrieb für Beschäftigungsförderung ab Dezember 1997 mit den Arbeiten zur Ausbildung des Gewässerbettes begonnen. Anschließend wurden die Unterquerungen von Wegen und Eisenbahntrassen, die Gewässerkreuzung mit dem Bauerngraben und ein Entnahmebauwerk an der Nahle fertiggestellt.
Nach über zwei Jahren Bauzeit wurde der Burgauenbach am 22. März 1999 feierlich eröffnet. Die Projektkosten in Höhe von etwa 1,5 Millionen DM wurden durch Fördermittel des Sächsischen Ministeriums für Umwelt und Landwirtschaft sowie Eigenmittel des NABU und der Stadt Leipzig getragen.
Mit der Verlängerung des Projekts Lebendige Luppe 2020 wird der Burgauenbach, ursprünglich selbst ein Renaturierungsprojekt, stärker in die Planungen mit einbezogen. Aufbauend auf einer Evaluierung aus dem Jahr 2019 (beauftragt durch den NABU Leipzig), die Erfolge und Defizite des Baches aufzeigt, sollen mit gezielten Maßnahmen die Lebensräume des Burgauenbachs und seiner Umgebung aufgewertet und dadurch die weitere Wiederansiedlung verschiedener auentypischer Tier- und Pflanzenarten ermöglicht werden. Der NABU Sachsen bringt sich in der neuen Projektphase wieder planerisch in das Projekt ein und nutzt seine 2019 getätigten Vorarbeiten, um gezielt aufwertende Maßnahmenvorschläge zu erarbeiten, die in die Planungen zur Lebendigen Luppe integriert und umgesetzt werden können.
Das Projekt Lebendige Luppe informiert auf seiner Homepage zusammen mit dem NABU Leipzig über den Burgauenbach anhand von GPS-Daten, Fotos und kurzen Videobeiträgen. Die Präsentation dient nicht nur der Information, sondern auch als Führer für Wanderungen am Burgauenbach zu Fuß oder mit dem Fahrrad.